# Filtrazione a membrana (tecnologia ambientale)
La filtrazione a membrana è una tecnica di depurazione della acque inquinate. Consiste nel passaggio, sotto pressione, dell'acqua reflua attraverso una sottile membrana costituita
da fibre cave o da fogli di materiale composito avvolti a spirale.

## Meccanismo
Durante il processo di filtrazione, parte dell'acqua oltrepassa la membrana, la parte restante scorre tangenzialmente lungo di essa ed esce dal sistema senza essere stata filtrata. La corrente filtrata viene chiamata “permeato”, mentre quella non filtrata è chiamata “concentrato” o “rigetto”, in quanto contiene gli inquinanti concentrati rifiutati dalla membrana. L'alimentazione e il concentrato fluiscono parallelamente e non perpendicolarmente alla membrana (processo “in crossflow” o “in flusso tangenziale”).
A seconda delle dimensioni dei pori realizzati nella membrana, i filtri in crossflow sono efficaci nell'ambito dell'osmosi inversa, della nanofiltrazione, dell'ultrafiltrazione e della più recente microfiltrazione. La filtrazione a membrana in crossflow permette una rimozione in continuo dei contaminanti, fatto che in una filtrazione tradizionale determinerebbe l'intasamento rapido dei pori della membrana.

## Applicazioni
- Trattamento acque di pozzo per uso civile e industriale
- Pretrattamento negli impianti ad osmosi Inversa
- Pretrattamento di acque di mare
- Trattamento di acque reflue civili
- Trattamento di acque reflue industriali
- Affinamento di effluente trattato per riutilizzo delle acque (impiego in irrigazione, nell'industria, etc)

## Vantaggi
La filtrazione a membrana è una tecnica considerata emergente, adatta alla rimozione di batteri e di altri microrganismi e della torbidità in sistemi di piccole dimensioni.

## Svantaggi
- I contaminanti, trattenuti sul lato ad alta pressione, devono essere frequentemente rimossi invertendo la direzione del flusso e lavando il residuo.
- Per i contaminanti persistenti può essere necessaria una periodica pulizia chimica del filtro.
- L'incrostazione (fouling) delle membrane è il problema principale che ne impedisce un'ampia diffusione.